# Xmasの奇蹟
『Xmasの奇蹟』（クリスマスのきせき）は、東海テレビの制作によりフジテレビ系列で2009年11月2日から同年12月29日まで平日（月〜金）13:30〜14:00（JST）に放送されたテレビドラマ。制作プロダクションはビデオフォーカス。平均視聴率は4.8%。
キャッチコピーは「彼の魂は、姿を変え、私に逢いにきた。」。

## 概要
交通事故で死亡した恋人の魂が、別の男性の身体に宿るという“奇蹟”を描いたヒューマンラブストーリー。

## ストーリー
大手レコード会社の宣伝部に勤務する手島直（高橋かおり）は、同じレコード会社に勤務するディレクターの堤浩志（岡田浩暉）と恋に落ちる。2人の恋愛のきっかけは、浩志がプロデュースを手掛けた謎のピアニスト・Xeno（ゼノ）のオリジナル曲「青の月」だった。独立して立ち上げた会社で主催したXenoのクリスマスコンサートの日、直との結婚を約束したばかりの浩志はXenoの正体を明かさぬまま交通事故でこの世を去ってしまう。

その後、直の前に林田健（窪田正孝）という20歳の男性が現れた。健は浩志が運ばれた病院に入院し、意識不明の状態から奇跡的に回復したが、健の体には浩志の魂が宿っていたのだ。

## キャスト
堤（手島） 直 - 高橋かおり
レコード会社・アポロンエンタテインメントの宣伝部に所属していたが、浩志と共に新会社ダブルエックスミュージックを立ち上げる。浩志と結婚の約束をするが彼の死後、彼が持っていた結婚指輪をはめ、Xeno（ゼノ）を探し浩志の夢をかなえることを決意する。博人をXenoとして売り出すが、Xenoの正体が博人ではなく浩志であったことを知って会社を畳むものの、行夫の思惑によりアポロンクラシックの社長になってしまう。浩志の面影が被ることから、健に何度も苛立ちをぶつけるが、次第に浩志ではないかと思うようになり、多恵の死後、墓前で懺悔する健の姿を見てそれを確信するが、健の事故で浩志の魂が消えたと感じ柏木と結婚するも結婚届けを出されていなかったことで関係は消滅した。
健の身体から浩志の魂が消えた後、1度だけ浩志と奇跡の再会した直は前を向くことを決心し、新たな会社を立ち上げる。
堤 浩志 - 岡田浩暉
アポロンエンタテインメント制作部に所属する音楽ディレクターであり、無名のピアニストであったXenoの正体。直と共に新会社を立ち上げ謎のピアニスト・Xenoをデビューさせることで成功を収める。クリスマスのXenoのコンサートが終わったら直と結婚する約束をするものの、直前に交通事故に遭い死亡する。
健の身体から浩志の魂が消えた後、ブルームーンの夜に一度だけ直の前に現れた。
林田 健 - 窪田正孝
大学2年の20歳のサッカーが好きな少年。クリスマスの日にバイクで事故に遭い意識不明になるも、１ヵ月後に意識を取り戻す。しかし目覚めた彼の意識は浩志のものであった。健の身体に浩志の魂が宿ったことを自覚するものの、それを他の人に知られると自分が消えることを知り、周囲には記憶喪失と偽り、バー・ノクターンでバイトをしつつ直の様子を伺うようになる。悩みつつも健のままで直を愛することを決意するが、柏木と直の思惑により新会社アポロンクラシックでピアニストとしてデビューすることになる。デビュー曲のレコーディング後、柏木に直との付き合いを問い詰めている最中に階段から転落、この事故を理由に「自分がピアノを弾けば柏木が助かる」と思って突然浩志の記憶が戻ったように振舞いを変える。そして、クリスマスの初コンサートの日に「自分の体は林田健だが、心は堤浩志だ」と告白した直後に意識を失い、その身体から健の記憶は消えていた。
ブルームーンの夜の次の日から本来の健としての記憶を取り戻した。
越川 博人 - 大内厚雄
浩志の親友であったスタジオミュージシャン。Xenoの正体を知る唯一の人物。浩志死亡後に直を想いXenoを名乗るものの、次第にXenoに成り切れない自分に追い詰められていき、遂には実花によって指の腱を切る大怪我を負ってしまう。多恵の危篤の頃に健が浩志ではないかと思うようになり、柏木や直に協力を申し出るも一時は断られたが、健のピアニスト復帰の際に資金提供している。自分の子を身ごもった実花の大切さに気づき、実花と結婚する。
手島 実花 - 蒲生麻由
直の妹でダブルエックスミュージックに転職している。博人が好きで、博人が直に好意を寄せていることを知りつつ博人のマネージャーになるが、嫉妬心から博人の指を潰してしまう。直のアポロンクラシック社長就任に伴い移籍。博人の怪我以降、彼の傍にいるようになり妊娠する。「仕方なく結婚されるのは嫌」という理由から、妊娠のことは博人に黙っていたが、博人のプロポーズを受ける。
松井 仁美 - 水崎綾女
健の幼なじみで、事故前に恋人となる。意識を取り戻し記憶喪失だという健を気遣うも、彼の不可解な行動に不信感を持っている。健の転落事故で記憶が戻ったと語った際に健と一線を越え、健から別れを切り出されたときに妊娠したと嘘をついた。
林田 絵利子 - 中村久美
健の母親でシングルマザー。エステティシャンの仕事をしながら女手一つで健を育ててきた。記憶が戻らない健の事は受け入れつつも、年齢差のある直との交際は激しく反対する。
ミツコ - 白石まるみ
バー・ノクターンのママ。直たちを温かく見守っており、また健の熱心な願いを受け、バイトに雇い入れている。行夫の旧友でもあり、恋人のピアニストが自殺した過去がある。柏木と直の結婚に動揺し、二人を背任行為で訴える。
過去との区切りをつけ、柏木に結婚届を渡す。
柏木 行夫 - 火野正平
アポロンエンタテインメント社長。ダブルエックスミュージックの所属ミュージシャンの引き抜きをするなど営利主義ではあるものの、1度聞いただけでXenoの曲を看破するなど実力は確か。ミツコの恋人のピアニストを死なせてしまった過去がある。健をデビューさせるために、ダブルエックスミュージックを吸収し子会社としてアポロンクラシックを新たに設立する。直が健の為に嘘の恋人役になった時も半ば遊び気分で付き合っていたが、いつしか本気になり直と結婚する。しかしミツコの訴えにより、社長を解任され、背任罪で訴えられることになり、結婚届も出されていなかったことも発覚し直との関係も消滅した。執行猶予付の有罪となったものの次の会社を立ち上げる意欲を見せている。
大友 光 - 千代将太
健の友人でサッカー仲間。仁美に片想いしているもののずっと黙っていた。
横井 啓介 - 少路勇介
直の後輩でダブルエックスミュージック勤務。直のアポロンクラシック社長就任に伴い移籍。健についてはあまり快く思っておらず、不快感を隠そうともしない。
堤 多恵 - 泉晶子
浩志の母親。脳内出血で倒れ意識不明となる。健のピアノ演奏を聴き、彼を浩志だと信じ込むが、容態が急変し亡くなる。治療費は直が柏木から借りており、これが健の誤解を生むことになる。
パク・ヨンハ（本人役、特別出演）
韓国のポップスター。アポロンエンタテインメントを通じ、Xenoを名乗る博人に楽曲提供を求めるものの、博人のピアノを聴いて断る。

## スタッフ
- 脚本 - 吉澤智子、國澤真理子
- 音楽 - コーニッシュ
- 音楽制作 - インスパイア・ホールディングス
- 主題歌 - パク・ヨンハ「最愛のひと」（ポニーキャニオン）
- プロデューサー - 高村幹（東海テレビ）、大久保直実（ビデオフォーカス）、大越大士（ビデオフォーカス）
- 広報 - 胡桃千春（東海テレビ）、村野直子（東海テレビ）
- 演出 - 油谷誠至、藤木靖之
- 収録スタジオ - 国際放映TMC-1
- 製作 - 東海テレビ放送・ビデオフォーカス

## サブタイトル
1. 運命のブルームーン
2. 青の月の秘密
3. 哀しい指輪
4. 会いたい
5. 覚醒
6. 奇蹟の掟
7. 嘘の始まり
8. そばにいたい
9. 死んだ男
10. 偽りの音色
11. 隠しきれぬ想い
12. 遠ざかる愛
13. 新しい人生
14. 膨らむ疑念
15. 指先の記憶
16. 近づく心
17. 壊れた心
18. 破綻の日
19. 語れぬ愛
20. 同じ笑顔
21. 自分への嫉妬
22. 年下の男
23. 裏切りの愛
24. 外した指輪
25. 新たな障害
26. 母の日のバラ
27. 親と子
28. 新たな疑念
29. 奇蹟の代償
30. 沈まない月
31. 同じ月の下で
32. 二度目の死
33. 秘めた思い
34. 危うい婚姻
35. 愛の罠
36. 記憶の嘘
37. 誕生日の約束
38. 命の重さ
39. 奇蹟の時
40. 愛のない世界
41. 君がくれた奇蹟

## 備考
- パク・ヨンハは当作で初めて日本のテレビドラマの主題歌を担当した。なお2010年にパク・ヨンハは死去したためこれが最初で最後の日本のドラマ主題歌となった。
- コーニッシュが作曲し、劇中で演奏されたピアノ曲「青の月」「赤の月」「黄の月」が収載された、本ドラマと同タイトルの楽譜「Xmasの奇蹟」が2009年12月25日に発売、前日の24日には作曲者と主役2人を招いたインストアライブが開催された[1]。昼ドラと同タイトルの楽譜が発売されるのは初事例である[1]。